# Sieben Wunder von Wales
Die  Sieben Wunder von Wales ist eine traditionelle Bezeichnung für sieben auf natürliche Weise oder von Menschenhand geschaffene Sehenswürdigkeiten im Norden von Wales, die in folgendem auf Englisch verfasstem Reim zusammengefasst sind:
„Pistyll Rhaeadr and Wrexham steeple,
Snowdon's mountain without its people,
Overton yew trees, St. Winefride's well,
Llangollen bridge and Gresford bells.“
Der Reim stammt aus dem späten 18. oder frühen 19. Jahrhundert und diente englischen Besuchern als Hinweis für sehenswerte Objekte in diesem Teil Großbritanniens. Die Anzahl der Wunder variierte im Laufe der Jahrhunderte. So schrieb der Altertumsforscher Daines Barrington in einem Brief aus dem Jahr 1770, dass es sich bei der Llangollen Bridge um eines der „Fünf Wunder von Wales“ handle.

## Die Sieben Wunder von Wales
| Wunder               | Baudatum              | Erbauer                               | Beschreibung                                                                                              | Foto                 |
| -------------------- | --------------------- | ------------------------------------- | --- | -------------------- |
| Pistyll Rhaeadr      | Natürlichen Ursprungs | Naturwunder                           | Ein sich nahe Llanrhaeadr-ym-Mochnant befindlicher Wasserfall mit 73 m Höhenunterschied                   | Pistyll Rhaeadr      |
| St. Giles’ Church    | 16. Jahrhundert       |                                       | Der aus dem 16. Jahrhundert stammende Turm von St. Giles’ Church in Wrexham ist schon meilenweit zu sehen | St. Giles’ Church    |
| Overton yew trees    | 12. Jahrhundert       | Über Jahrhunderte gehegt und gepflegt | 21 Europäische Eiben an der St. Mary’s Church in Overton-on-Dee                                           | Overton yew trees    |
| St. Winefride's Well | 660 n. Chr.           | Naturwunder                           | Historisch belegtes Heilwasserbad in Holywell                                                             | St. Winefride's Well |
| Llangollen Bridge    | 1347                  | John Trevor I                         | Die in Llangollen gelegene erste Steinbrücke, die den Fluss Dee überspannte                               | Llangollen Bridge    |
| Gresford bells       | 13. Jahrhundert       |                                       | Die Kirchturmglocken der All Saints Church in Gresford sind bekannt für ihren reinen Klang                | Gresford bells       |
| Snowdon              | Natürlichen Ursprungs | Naturwunder                           | Mit 1085 m Höhe höchster Berg von Wales                                                                   | Snowdon              |